# Seznam provinciálů rakouské jezuitské provincie
Seznam provinciálů (praepositus provincialis) stojících v čele rakouské provincie Tovaryšstva Ježíšova, založené roku 1563 vydělením z Hornoněmecké provincie.

## Provinciálové před zrušením řádu v roce 1773
- 1563–1566 Nicolaus Lanoyus
- 1566–1578 Laurentius Maggio
- 1578–1585 Henricus Blyssemius
- 1585–1589 Georgius Bader
- 1589–1595 Bartholomaeus Viller
- 1595–1600 Ferdinandus Alber
- 1600–1608 Alfonsus Carillo
- 1608–1613 Joannes Argenta
- 1613–1616 Theodorus Busaeus
- 1616–1617 Ferdinandus Alber (1548 Innsbruck – 1617 Humenné)
- 1618–1623 Gregorius Rumer (1570 Bakony – 1627 Brno)
- 1623–1626 Joannes Argenta (1560 Modena – 1629 Mutina)
- 1627–1629 Christophorus Dombrinus (1572 Záhřeb – 1631 Eberndorf)
- 1629–1634 Georgius Forró (1571 Sedmihradsko – 1641 Trnava)
- 1634–1637 Michael Summeregger (1580 Višnja Gora – 1647 Vídeň)
- 1637–1643 Joannes Rumer (1587 Bakony – 1643 Trnava)
- 1643–1645 Gulielmus Lamormaini (1570 La Moire Mannie-Dochamps – 1648 Vídeň)
- 1645–1648 Georgius Turcovich (1595 Brdovec – 1654 Trnava)
- 1648–1651 Joannes Bucelleni (1600 Brescia – 1669 Vídeň)
- 1651–1654 Zacharias Trinkellius
- 1654–1657 Bernardus Geyer
- 1657–1661 Joannes Bertholdus
- 1661–1665 Franciscus Pizzoni
- 1665–1668 Michael Sicuten
- 1668–1671 Joannes Bertholdus
- 1671–1675 Adamus Aböedt
- 1675–1680 Nicolaus Avancinus
- 1680–1684 Ladislaus Vid
- 1684–1688 Adamus Aböedt
- 1688–1691 Ferdinandus Achatius
- 1691–1695 Franciscus Voglmayr
- 1695–1696 Fridericus Inninger
- 1696–1697 Ladislaus Sennyei
- 1697–1701 Albertus Mechtl
- 1701–1705 Franciscus Voglmayr
- 1705–1708 Franciscus Rescalli
- 1708–1710 Joannes Despotovich
- 1711–1714 Gabriel Hevenesi
- 1714–1715 Rudolphus Lewenberg
- 1715–1718 Stephanus Dinarich
- 1718–1721 Jacobus Wenner
- 1721–1724 Stephanus Dinarich
- 1724–1727 Maximilanus Galler
- 1727–1731 Joannes B. Thullner
- 1731–1736 Franciscus Molindes
- 1736–1740 Wilibaldus Krieger
- 1740–1744 Antonius Vanossi
- 1744–1747 Mathias Pock
- 1747–1750 Augustinus Hingerle
- 1750–1754 Theophilus Thonhauser
- 1754–1757 Paulus Zetlacher
- 1757–1761 Ignatius Langetl
- 1761–1764 Josephus Koller
- 1764–1767 Josephus Carl
- 1767–1770 Josephus Kössler
- 1770–1773 Nicolaus Muszka